# Henry Morgan
Sir Henry Morgan (velško: Harri Morgan), velški gusar, lastnik plantaž in pozneje guverner polkovnik Jamajke, * ok. 1635, Llanrumney, Glamorgan, Wales, † 25. avgust 1688, Lawrencefield, Jamajka.
Morganovega življenja večinoma ne poznamo. Rodil se je v Južnem Walesu, vendar ni znano, kako se je znašel na Karibih in kako je začel kariero gusarja. Verjetno je bil član skupine piratov, ki jih je v zgodnjih 1660. letih vodil Sir Christopher Myngs. Morgan je postal tesni prijatelj Thomasa Modyforda, guvernerja Jamajke. Ko so se leta 1667 poslabšali diplomatski odnosi med Kraljevino Anglijo in Španijo, je Modyford Morganu dal gusarsko listino, ki je Morganu dovoljevala napadanje in plenjenje španskih ladij.
Morgan je nato iz baze v pristanišču Port Royal na Jamajki napadal naselja in ladje Španske obale (angleško Spanish Main). Izvedel je uspešna in zelo dobičkonosna napada na mesto Puerto Principe (zdaj Camagüey na Kubi) in Porto Bello (v današnji Panami). Leta 1668 je napadel Maracaibo in Gibraltar, mesti ob jezeru Maracaibo (zdaj na ozemlju Venezuele). Obe mesti je opustošil in izropal, ob begu pa je uničil velik španski skvadron. S plenom, naropanim v napadih, je na Jamajki kupil tri velike plantaže sladkornega trsa.
Leta 1671 je Morgan napadel mesto Panamá Viejo, in sicer je priplul do karibske obale in prečil Panamsko ožino, nato pa napadel mesto na pacifiški obali. V bitki je brez večjih težav zmagal, vendar so si gusarji pridobili manj plena kot v drugih napadih. Da bi pomirili Špance, s katerimi so Angleži podpisali mirovno pogodbo, so Morgana leta 1672 aretirali in prepeljali v London, kjer pa so ga prebivalstvo in politične osebnosti, vključno s kraljem Karlom II., sprejeli kot junaka.
Morgan je bil novembra leta 1674 povišan v viteza in se je kmalu zatem vrnil na Jamajko, da bi opravljal delo guvernerja polkovnika. Do leta 1683 je bil član skupščine Jamajke in je tri obdobja opravljal delo guvernerja Jamajke. Spomine na Morgana je zapisal Alexandre Exquemelin, njegov nekdanji sopomorščak. Morgana je obtožil obsežnega izvajanja mučenja in drugih zločinov. Morgan je angleške založnike knjige tožil in tožbo dobil, vendar pa je negativna upodobitev vplivala na njegovo zgodovinsko podobo. Umrl je na Jamajki 25. avgusta 1688. Njegovo življenje so pozneje romantično obarvali in je postalo navdih za upodobitve piratov v različnih zvrsteh.